# Обуховская больница
Обу́ховская больни́ца — одна из первых городских больниц России. В настоящее время в здании бывшего женского корпуса в Санкт-Петербурге расположена клиника военно-морской терапии Военно-медицинской академии имени С. М. Кирова, большая часть корпусов закрыта на реконструкцию.

## История

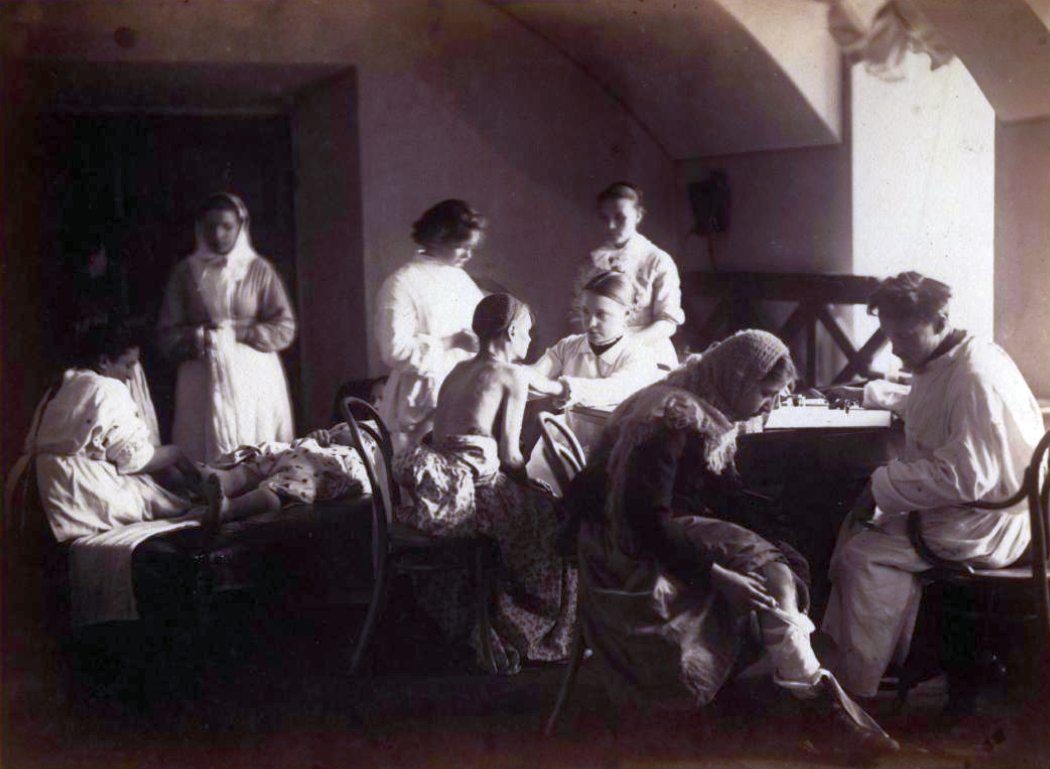
Приёмный покой в Обуховской больнице, 1887 год.

Несмотря на то, что первая городская общедоступная больница, получившая название Обуховской по расположенным рядом Обуховскому мосту через Фонтанку и  Обуховскому проспекту(ныне называющемуся Московским проспектом, работала ещё с 1779 года, её торжественное открытие на набережной реки Фонтанки состоялось 16 (27) августа 1780 года.
Первоначально больница имела 60 коек, включая «долгауз» (первое психиатрическое учреждение города), и располагалась в нескольких деревянных помещениях на территории бывшей усадьбы А. П. Волынского, казнённого при императрице Анне Иоанновне.

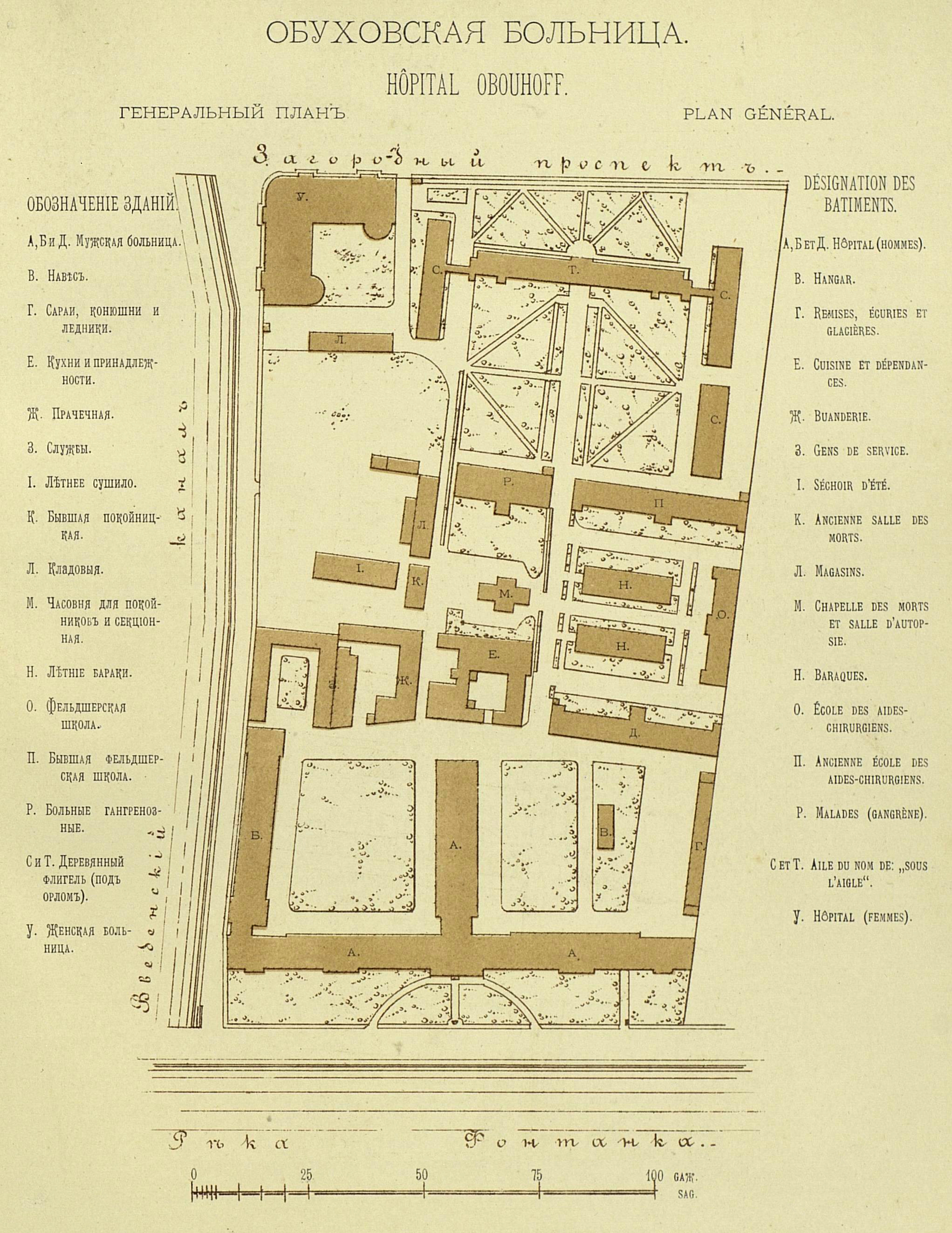
Общий план, 1870-е годы

Первое каменное здание, в котором расположился корпус мужского отделения на 300 коек, был возведён архитекторами Дж. Кваренги и Л. Руска в 1784 году со стороны Фонтанки. Постройка этого здания произведена по плану лейб-хирурга Императрицы Екатерины II, фон-Кельхена, взявшего за образец венскую больницу. Затем в 1836—1839 годах со стороны Загородного проспекта П. С. Плавовым был построен корпус женского отделения на 200 коек. А в 1866 году архитектор И. В. Штром возвёл вдоль Введенского канала ещё два корпуса на 300 мест, один из которых был назван «принцевским» в честь принца П. Г. Ольденбургского.
В 1828 году психиатрическое отделение переезжает на Петергофскую дорогу и получает название Больница Всех Скорбящих Радости. В 1832 году на должность главного врача новой больницы был утверждён Фёдор Иванович Герцог, который вскоре, согласно отзывам современников, «поставил её наряду с образцовыми европейскими учреждениями».
22 июля (3 августа) 1828 года состоялось освящение церкви при больнице во имя образа Божией матери всех скорбящих радости.
В 1829 году при Обуховской больнице была открыта первая фельдшерская школа.
С 1845 года академик Н. И. Пирогов ежедневно посещал больницу для проведения операций и чтения лекций. В саду больницы в 1932 году ему был установлен памятник в виде бюста из серого гранита (скульптор И. В. Крестовский, архитектор Л. В. Руднев). На лицевой стороне постамента выбито одно слово — «Пирогов». На оборотной стороне — надпись: «Здесь стояла покойницкая, где Н. И. Пирогов на распилах замороженных трупов создал свой атлас топографической анатомии».
В 1862 году выстроено каменное здание для фельдшерской школы

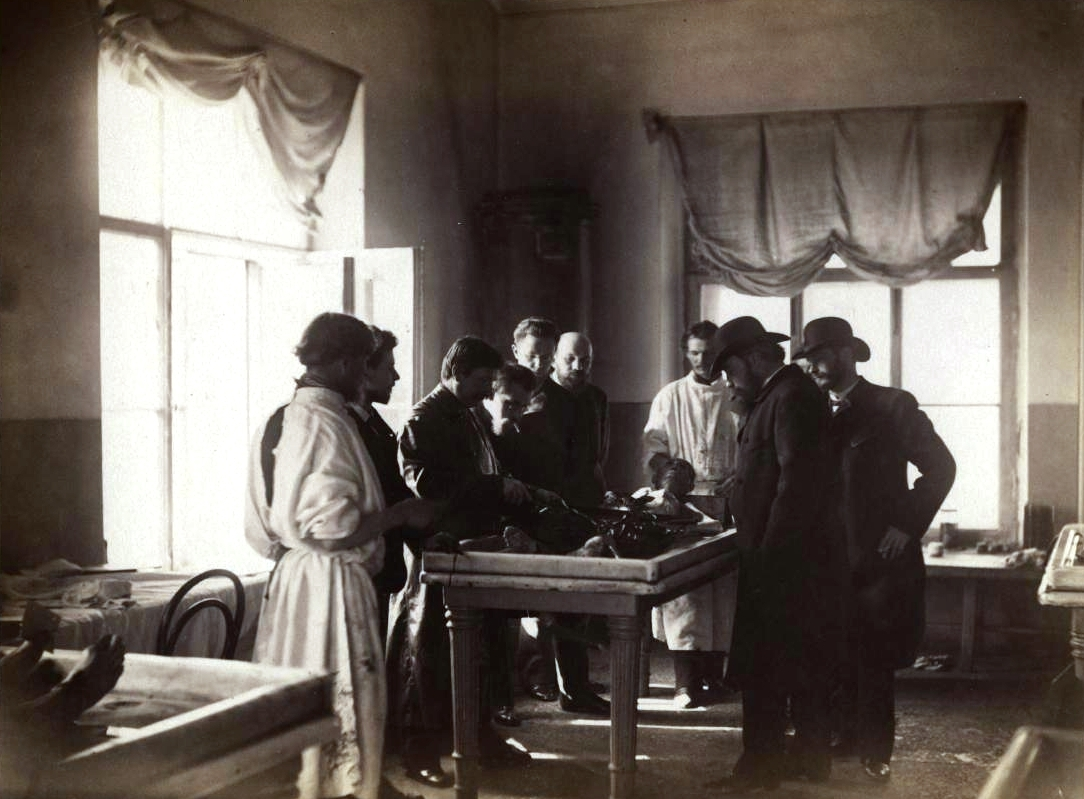
В покойницкой. Прозектор показывает внутренности умершего проф. А. А. Нечаеву. Обуховская больница, 1887 год.

В период с 1885 по 1922 год усилиями главного врача Александра Афанасьевича Нечаева больница превратилась в крупное научно-клиническое учреждение. В 1922 году, после смерти главврача, больница стала именоваться Обуховская больница имени профессора А. А. Нечаева памяти 9 января 1905 года.
В 1920—1930-х годах больница являлась клинической базой медицинских институтов и Института экспериментальной медицины, а в 1932 году при ней открылись Высшие медицинские курсы для лиц со средним медицинским образованием и стажем практической работы. Позже они получили статус Областного медицинского института (через год его переименовали в 3-й Ленинградский мединститут).
В 1940 году на базе Обуховской больницы и 3-го Ленинградского медицинского института была сформирована Военно-морская медицинская академия.
После объединения Военно-морской медицинской академии с Военно-медицинской академией им. С. М. Кирова в 1956 году в корпусах больницы расположились кафедры и клиники военно-морской госпитальной терапии и хирургии, хирургии усовершенствования врачей № 1 (сердечно-сосудистой хирургии), терапии усовершенствования врачей № 1, урологии, пропедевтики внутренних болезней, термических поражений.
В 2015 году большая часть корпусов была закрыта для масштабной реконструкции.
В больнице работали Н. Ф. Арендт, И. И. Греков, В. М. Керниг, А. А. Троянов и др. На территории — памятники Н. И. Пирогову; на зданиях больницы — мемориальные доски И. И. Грекову, А. П. Колесову, А. В. Мельникову, Н. С. Молчанову, А. А. Нечаеву, в вестибюле бывшего женского корпуса (Загородный просп., 47) — З. М. Волынскому.

### Попечители больницы, члены Попечительского совета учреждений общественного призрения в Санкт-Петербурге
- Стог А. Д., сенатор, тайный советник (1828—1837)
- Неклюдов С. П., действительный статский советник (1838—1847)
- Митусов Г. П., действительный тайный советник (1849—1862)
- Зуров Е. А., генерал-лейтенант (1862—1866)
- Пущин П. П., генерал-лейтенант (1866—1871)
- Александровский В. П., тайный советник (1871—1877)
- Баллюзек Л. Ф., генерал-лейтенант (1877—1879)

### Историческая галерея
|  |  |  |  |

## Связь с литературой
Больница, а именно Дом призрения для умалишённых, входивший в её состав, — место действия знаменитой стихотворной сатиры А. Ф. Воейкова «Дом сумасшедших» (1814—1839):

Снилось мне, что в Петрограде,

Чрез Обухов мост пешком

Перешед, спешу к ограде —

И вступаю в Жёлтый Дом.

Тот же Дом призрения упоминается в повести А. С. Пушкина «Пиковая дама»: «Германн сошёл с ума. Он сидит в Обуховской больнице в 17-м нумере, не отвечает ни на какие вопросы и бормочет необыкновенно скоро: „Тройка, семёрка, туз! Тройка, семёрка, дама!..“».
Причём поскольку повесть написана в 1833 году, Германн, по всей видимости, попадает уже в Больницу Всех Скорбящих радости.
Кроме того, «ΧΙV отделение Обуховской больницы» описывается в романе Всеволода Крестовского «Петербургские трущобы»:

«Каждому петербуржцу очень хорошо знакомо по наружности длинное здание на Фонтанке, близ Обухова моста… пройдя шагов двадцать по площадке сеней, очутитесь в поперечном коридоре, перед дверью, где прибита дощечка с надписью „ΧΙV отделение“. Для человека, который, не будучи знаком с назначением этого отделения, переступил бы за порог ведущей в него двери, неожиданно предстало бы, в иную пору, очень грустное зрелище».

В 1840 году в больнице провел последние дни жизни декабрист и мемуарист П. А. Бестужев, сосланный рядовым на Кавказ. Участвуя в персидской и турецкой кампаниях, был ранен при штурме Ахалциха и потом был сведен с ума в одной из кавказских крепостей. Опасение за его жизнь:

«…заставило мать обратиться к начальнику штаба жандармов Бенкендорфу с покорнейшею просьбою: поместить брата Петра в заведение умалишённых герцога, бывшее на 5-й версте от столицы по Петергофской дороге. Бенкендорф доложил об этом царю. И если бы это не был факт — поверит ли будущее поколение, чтобы властитель семидесяти миллионов дал такого рода резолюцию: „В просьбе отказать, так как это заведение очень близко от столицы“. Впоследствии подведомственные агенты правительства, устыдясь бессмысленности такой резолюции, дали позволение матери поместить брата Петра в это заведение. Он был там помещен и через три месяца умер».

Левша в сказе Николая Лескова умер в Обуховской больнице. «Тогда один подлекарь сказал городовому везти левшу в простонародную Обухвинскую больницу, где неведомого сословия всех умирать принимают. Тут велели расписку дать, а левшу до разборки на полу в коридор посадить» (глава 18).
Первоначально Дом призрения был выкрашен в традиционный для Петербурга жёлтый цвет.
Но именно он стал решающим признаком для народного названия этого богоугодного заведения — «Жёлтый дом».
Очень скоро этой идиомой стали называть все дома сумасшедших.

## Известные сотрудники
- Беляков, Степан Александрович — русский психиатр, невропатолог
- Герман, Фёдор Фёдорович — действительный статский советник — старший врач (1857—1862) и главный доктор (1862 — не ранее 1878) больницы.
- Греков, Иван Иванович — советский хирург, доктор медицинских наук (1901), профессор (1915), почётный член и почётный председатель Хирургического общества Н. И. Пирогова (1920), главный редактор научного медицинского журнала «Вестник хирургии и пограничных областей» (1922—1934), председатель XVI-го Всероссийского съезда хирургов (1924), главный врач Обуховской больницы (1927—1934), заслуженный деятель науки РСФСР (1932)[9][10][11]
- Завьялов, Иван Александрович — русский советский учёный-медик, врач-хирург. Один из пионеров эндокринной хирургии.
- Ивашенцов, Глеб Александрович — советский терапевт, инфекционист, организатор здравоохранения
- Керниг, Владимир Михайлович — российский терапевт, один из организаторов высшего женского медицинского образования в России
- Кючарян, Артур Григорьевич — видный деятель военно-медицинской службы СССР
- Майер К. А., действительный статский советник — старший врач (1828—1840) и главный доктор (1840—1848) больницы
- Малиновский, Павел Петрович — российский психиатр
- Мильгаузен, Фёдор Карлович — врач; впоследствии чиновник для особых поручений по врачебной части при Таврическом губернаторе, действительный статский советник
- Миротворцев, Сергей Романович — русский и советский хирург, действительный член (академик) Академии медицинских наук СССР (с 1945), заслуженный деятель науки РСФСР (с 1935), участник русско-японской, Первой мировой и Великой Отечественной войн.
- Персон, Иван Иванович почетный лейб-медик, инспектор медицинской части Санкт-Петербургских учреждений Ведомства императрицы Марии, член Медицинского совета Министерства внутренних дел[12].
- Рейнфельд Ф. И., действительный статский советник — старший врач (1840—1848) и главный доктор (1848—1862) больницы
- Рюль, Иван Фёдорович — лейб-медик, действительный тайный советник и кавалер, инспектор медицинской части Учреждений императрицы Марии, доктор медицины и хирургии
- Рюльман, Антон Антонович — российский врач
- Фольборт, Александр Фёдорович (1800—1876) — российский врач и естествоиспытатель; доктор медицины и хирургии.
- Яппа, Павел Аронович — российский врач.

## Интересные факты
- В 1923 году в Обуховскую больницу доставили тело бандита Лёньки Пантелеева и в течение месяца выставляли его на обозрение, чтобы убедить всех в его смерти.
- 28 декабря 1925 г. в Обуховскую больницу было доставлено тело поэта Сергея Есенина. 29 декабря там же состоялось вскрытие.
- В медицине известен так называемый симптом Обуховской больницы — расширенная и пустая ампула прямой кишки при ректальном исследовании[13].

## Домовые храмы

### Церковь во имя иконы Божией Матери «Всех Скорбящих Радости» при Обуховской мужской больнице
Первая временная церковь была устроена в больнице по инициативе императрицы Марии Федоровны. Церковь находилась в двусветном зале, на среднем этаже главного каменного здания больницы, выходящего на набережную Фонтанки . Церковь устроена по проекту архитектора Доменика Квадри. Роспись стен и потолка храма была выполнена художником А.И. Травиным, на потолке церкви были сделаны живописные изображения ангелов. Иконы для одноярусного иконостаса написали академик А. Г. Венецианов и его ученики. Храм был освящен  22 июля 1828, в день тезоименитства Марии Феодоровны, которая пожертвовала в него утварь и богослужебные книги. Постоянная церковь была устроена и освящена в 1833 г. по указанию Николая I. Церковь была значительно расширена, автор проекта расширения церкви — архитектор П. С. Плавов. В 1896 было выполнена реконструкция храма по проекту А. И. Балинского. Была изменена отделка парадной лестницы и частично храма (иконостас перенесли на другое место и сделали роспись). Освящение храма после реконструкции состоялось 19 ноября 1896. 
Храм был закрыт в марте 1923 г. в помещении храма был устроен клуб, но отделка сохранялась. В 1950-х из-за надстройки корпуса, интерьеры храма были полностью переделаны.

### Домовый храм во имя апостолов Петра и Павла при Обуховской женской больнице
Храм в корпусе женского отделения был утроен при строительстве, по распоряжению императора Николая I. Устройство храма поручили архитектору Андрееву. А. Я.. Храм располагался в ротонде над лестницей, в угловой части здания. Позднее на крыше была устроена деревянная звонница. Храм был освящен 21 ноября (3 декабря) 1840 года. В храме был расписан плафон, четыре священных изображения помещались в проемах между окнами .
Храм был закрыт 26 августа 1919 года и 7 января 1924 года ликвидирован.